# Lubomir Pipkov
Lubomir Panaïotov Pipkov (født 19. september 1904 - død 9. maj 1974 i Sliven, Bulgarien) var en bulgarsk komponist, pianist og lærer.
Pipkov er en af de betydningsfulde og ledende komponister i Bulgarien i det 20. århundrede. Han blev uddannet på École Normale de Musique i Paris hos Paul Dukas og Nadia Boulanger. Pipkov har skrevet fem symfonier, tre operaer, orkesterværker, kammermusik, koncertmusik, kormusik, scenemusik etc. Han komponerede i en personlig stil med inspiration fra alle genre indenfor den klassiske musik. Han er søn af komponisten Panayot Pipkov.

## Udvalgte værker
- Symfoni nr. 1 "Heroisk" (1940) - for orkester
- Symfoni nr. 2 (1957) - for orkester
- Symfoni nr. 3 (1959) - for orkester
- Symfoni nr. 4 (1959) - for strygeorkester
- Symfoni nr. 5 "Revolutionær" (19?) - for kor og orkester
- Klaverkoncert (1957) - for klaver og orkester